# Mc Gill Clan
Mc Gill Clan fue una banda uruguaya de rock dirigida por el contrabajista Tony Mc Gill.

## Historia
Fundado a fines de la década de 1960 por Tony Mc Gill (bajo), Alberto Magnone (órgano), Mario Blanco (guitarra), Ruben Malán (piano), José Luis Rodríguez (batería) y Adolfo Carbonaro (tumbadoras y timbales). La banda pasó por varios cambios de integración, ingresando posteriormente Tomás “Chocho” Paolini (saxo y flauta), Jimmy en vocales y Aldo Caviglia en lugar de José Luis Rodríguez. Otro integrante de la banda fue el trombonista Pedro Linale. La banda ensayaba habitualmente en el Hot Club de Montevideo.
En 1969 Mc Gill Clan graba un par de simples y una larga duración para el sello Orfeo. Su producción discográfica continúa en 1970 con la edición de varios simples para el mismo sello. Ese mismo año el grupo emigra hacia España. Allí probaron suerte en Barcelona, y debido al poco éxito logrado, se radicaron en Madrid. En esa ciudad tomaron contacto con Pedro Iturralde por intermedio del cual lograron brindar conciertos durante 4 meses en una cadena de salas. En una de estas presentaciones conocen a Sara Montiel, con quien acuerdan una serie de presentaciones para su salón de baile que estaba ubicado en Mallorca. Estas actuaciones se extendieron por ocho meses y posteriormente, en 1972, la banda se disolvió y cada integrante siguió su propio camino.

## Discografía[2]

### LP
- Mc Gill Clan (Orfeo SULP 90526. 1969)

### Simples
- Tiritando / Reza una pequeña plegaria (Orfeo 90004. 1969)
- Buenas noches Alejandro / Es demasiado tarde (Orfeo 90005. 1969)
- Oh! querida / El tiempo es escaso (Orfeo. 1970)
- Tema de amor de Romeo y Julieta / Dong, dong, diki diki dong (Orfeo 90020. 1970)
- Música de la película "Z": Un hombre en una isla ("Z" tema principal) / Na, Na, Na, He, He, He, Goodbye (Orfeo 90025. 1970)
- Pasajero de la lluvia / Déjalo ser (Orfeo 90029. 1970)
- Mash / Twinky (Orfeo 90037. 1970)